# 1290'erne
Århundreder: 12. århundrede – 13. århundrede – 14. århundrede
Årtier: 1240'erne 1250'erne 1260'erne 1270'erne 1280'erne – 1290'erne – 1300'erne 1310'erne 1320'erne 1330'erne 1340'erne
År: 1290 1291 1292 1293 1294 1295 1296 1297 1298 1299